# Овен (срібна монета)
«О́вен» — пам'ятна срібна монета номіналом 5 гривень, випущена Національним банком України, присвячена сузір'ю Овна, що розташоване у Північній півкулі.
Монету введено в обіг 20 березня 2006 року. Вона належить до серії «Знаки зодіаку».

## Опис монети та характеристики
| Номінал грн. | Метал            | Маса, г       | Діаметр, мм | Якість виготовлення | Гурт     | Тираж, штук |
| ------------ | ---------------- | ------------- | ----------- | ------------------- | -------- | ----------- |
| 5            | срібло 925 проби | 15,55 / 16,81 | 33,0        | пруф                | рифлений | 10 000      |

### Аверс
На аверсі монети в центрі круга розміщено стилізоване зображення сонця, ліворуч, праворуч, а також угорі й унизу від якого — чотири освітлені ним кулі, що символізують пори року. Ліворуч від круга — малий Державний Герб України, праворуч — рік карбування монети «2006», позначення металу, його проби «Ag 925», маса в чистоті — 15,55; по колу монети — написи: «НАЦІОНАЛЬНИЙ БАНК УКРАЇНИ» (угорі), «5 ГРИВЕНЬ» (унизу), а також — логотип Монетного двору Національного банку України.

### Реверс

Знак Овна

На реверсі монети розміщено стилізоване зображення овна в оточенні зірок, ліворуч від якого — символ знака зодіаку, праворуч — напис «ОВЕН».

## Автори
- Художники: Таран Володимир, Харук Олександр, Харук Сергій.
- Скульптори: Атаманчук Володимир, Дем'яненко Володимир.

## Вартість монети
Ціна монети — 390 гривень була вказана на сайті Національного банку України в 2012 році.
Фактична приблизна вартість монети, з роками змінювалася так:
| Рік        | 2010 | 2011 | 2012 | 2013 | 2014 | 2015 | 2016 | 2017 | 2018  | 2019  | 2020  | 2021  | 2022  | 2023  | 2024  | 2025  |
| ---------- | ---- | ---- | ---- | ---- | ---- | ---- | ---- | ---- | ----- | ----- | ----- | ----- | ----- | ----- | ----- | ----- |
| Ціна, грн. | 450  | 550  | 550  | 650  | 600  | 600  | 800  | 900  | 1 200 | 1 100 | 1 100 | 1 100 | 1 240 | 1 640 | 2 450 | 3 300 |